# Constantin Iancu
Constantin (Costel) Iancu este un om politic și de afaceri din România, membru al Partidul Democrat Liberal (România)|Partidului Democrat Liberal (PDL) din anul 2008 Dom’ Costel, demnitarul interlop], 20 februarie 2009
În anul 2008 a candidat pentru un loc în cadrul Consiliu Județean|Consiliului Județean Dolj, obținând un mandat de consilier
Ulterior, a candidat și pentru Senatul României, fiind la un pas de a obține postul: deși a câștigat detașat în Colegiul Calafat, a pierdut fotoliul la redistribuire
Iancu a deținut de asemenea și funcția de vicepreședinte al PDL Dolj. Dom' Costel a demisionat din PDL, 26 februarie 2009
În octombrie 2006, mai multe persoane, între care și Constantin Iancu, au fost reținute de procurorii DIICOT,Serviciul Teritorial Craiova, fiind acuzate că l-au blocat în trafic pe Alexandru Andrei, cetățean român rezident în Austria cu scopul de a-l forța să îl coopteze pe Constantin Iancu ca asociat la una dintre societățile în care Andrei era asociat.
Alături de omul de afaceri, în mașina condusă de Alexandru Andrei, se mai aflau soția acestuia, Corina, și Cristian Marius Merișanu, director la una dintre societățile conduse de cetățeanul român rezident în Austria
Cei trei ar fi fost forțați să urce într-un Volkswagen Touareg, ar fi fost bătuți, apoi transportați la unul dintre birourile răpitorilor și sechestrați până târziu în noapte.
Omul de afaceri a fost eliberat numai după ce a promis că va accepta asocierea.
Împotriva lui Iancu au fost depuse mai multe plângeri din partea unor persoane pe care le-ar fi amenințat și terorizat.Imagini cu o victimă umilită de Costel Iancu], 5 martie 2009, adevarul.ro
În dosarul penal împotriva lui Iancu existau depuse fotografii, ridicate de anchetatori de la domiciliul lui Iancu, în care apare Nițu Constantin (una dintre victime) dezbrăcat și legat cu un lanț de gât.
Nițu a declarat procurorilor că a fost obligat de Iancu să țină în mână o hârtie pe care scrisese: “SÎNT O ZDREANȚĂ. NU FACEȚI CA MINE. AM FACUT O GREȘEALĂ CU DON COSTEL”
De asemenea, Nițu a declarat că Iancu l-a legat cu lanțul și l-a dezbrăcat în pielea goală, a urinat pe el și l-a ținut în lanț o perioadă de mai multe zile, fiind ținut dezbrăcat, pe timp de ploaie și vânt. Dom’ Costel, acuzat că și-a torturat victimele, 05 martie 2009
În spatele răpirilor și al șantajelor se ascundeau afacerile cu camătă.Dom’ Costel, asociat cu interlopii Cimino și Roșianu,
Din anturajul lui Iancu făcea parte Gigel Țăndărescu, zis Roșianu, condamnat pentru tâlhărie                
Iancu și Roșianu au fost asociați în complexul de distracție „Laguna Albastră”, precum și Fănel Trandafir, zis Cimino, interlop recunoscut în Craiova, care se ocupa cu camătă.
Grupul infracțional condus de Iancu a fost vizat și pentru trafic de persoane pe ruta România-Austria
Iancu a fost reținut, pe 27 octombrie 2006, fiind eliberat după ce instanța a respins propunerea procurorilor de arestare preventiv.
La data de 25 februarie 2009, la câteva zile după ce a fost numit în funcția de director al Administrația Națională a Îmbunătățirilor Funciare|Administrației Naționale a Îmbunătățirilor Funciare (ANIF), Iancu a demisionat ca urmare a scandalului provocat după ce presa a dezvăluit că acesta era urmărit penal „Dom’ Costel” demisionează, în sfârșit 25 februarie 2009.Costel Iancu a demisionat din funcția de director al Administrației Naționale a Îmbunătățirilor Funciare, 21 Feb 2009.
Costel Iancu a declarat că, după ce își va dovedi nevinovăția în cazul dosarului instrumentat de DIICOT, îi va da în judecată pe reprezentanții presei care au declanșat campania împotriva sa.
După o zi, Iancu a demisionat și din PDL și din funcția de vicepreședinte executiv al PDL Dolj
La data de 24 martie 2009, consilierii județeni din Dolj au votat excluderea din Consiliu a lui Constantin Iancu „Dom’ Costel”, exclus din Consiliul Județean, 27 martie 2009
La data de 10 iulie 2009 a fost găsit nevinovat pe de Tribunalul Dolj în dosarul penal în care era acuzat de constituire de grup infracțional organizat, lipsire de libertate, amenințări, loviri și alte violențe.Domn' Costel Iancu, achitat în dosarul în care era acuzat de loviri și alte violențe], 24 iunie 2010.
În motivarea hotărârii, judecătorii au menționat faptul că fostul director al ANIF Constantin Iancu nu l-a sechestrat pe omul de afaceri vâlcean Andrei Alexandru, conform unor alineate din articolul 10 din Codul Penal, care spun că fapta nu există, nu este Constantin Iancu autorul, iar faptele săvârșite de acesta nu prezintă elementele constitutive ale unei infracțiuni.
La data de 24 iunie 2010, Curtea de Apel București a decis că Constantin Iancu rămâne achitat în dosarul în care era acuzat de lipsire de libertate, loviri și alte violențe, după ce apelurile DIICOT și ale părților civile au fost respinse
La data de 15 noiembrie 2011, a fost achitat, definitiv și irevocabil, de [[Înalta Curte de Casație și Justiție "Dom’ Costel", demnitarul interlop, achitat de Curtea Supremă.
În urma scandalului legat de cercetarea penală, Iancu a fost supranumit de presă "Demnitarul interlop"Costel Iancu, supranumit de presă "Demnitarul interlop", a fost achitat de Tribunalul Dolj.11 iulie 2009.Interlopii vin la putere în România, 23 februarie 2009
Conform ziarului Evenimentul Zilei Costel Iancu ar fi fost un protejat politic al lui Radu Berceanu.berceanu-scuturat-pentru-dom-costel. Berceanu, scuturat pentru Dom’ Costel
iar intrarea acestuia în politică a fost posibilă pentru că banii lumii interlope au devenit o sursă atractivă de alimentare a clasei politice din România